# ماه سنان (قهستان)
ماه سنان (بالفارسية: ماه‌سنان) هي مستوطنة تقع في إيران في قسم قهستان الريفي. يقدر عدد سكانها بـ 126 نسمة بحسب إحصاء 2016.